# Oleg Samsonov
Oleg Ivanovič Samsonov (in russo Оле́г Ива́нович Самсо́нов?; Novovoronež, 7 settembre 1987) è un ex calciatore russo, di ruolo centrocampista.